# 傑夫殺手

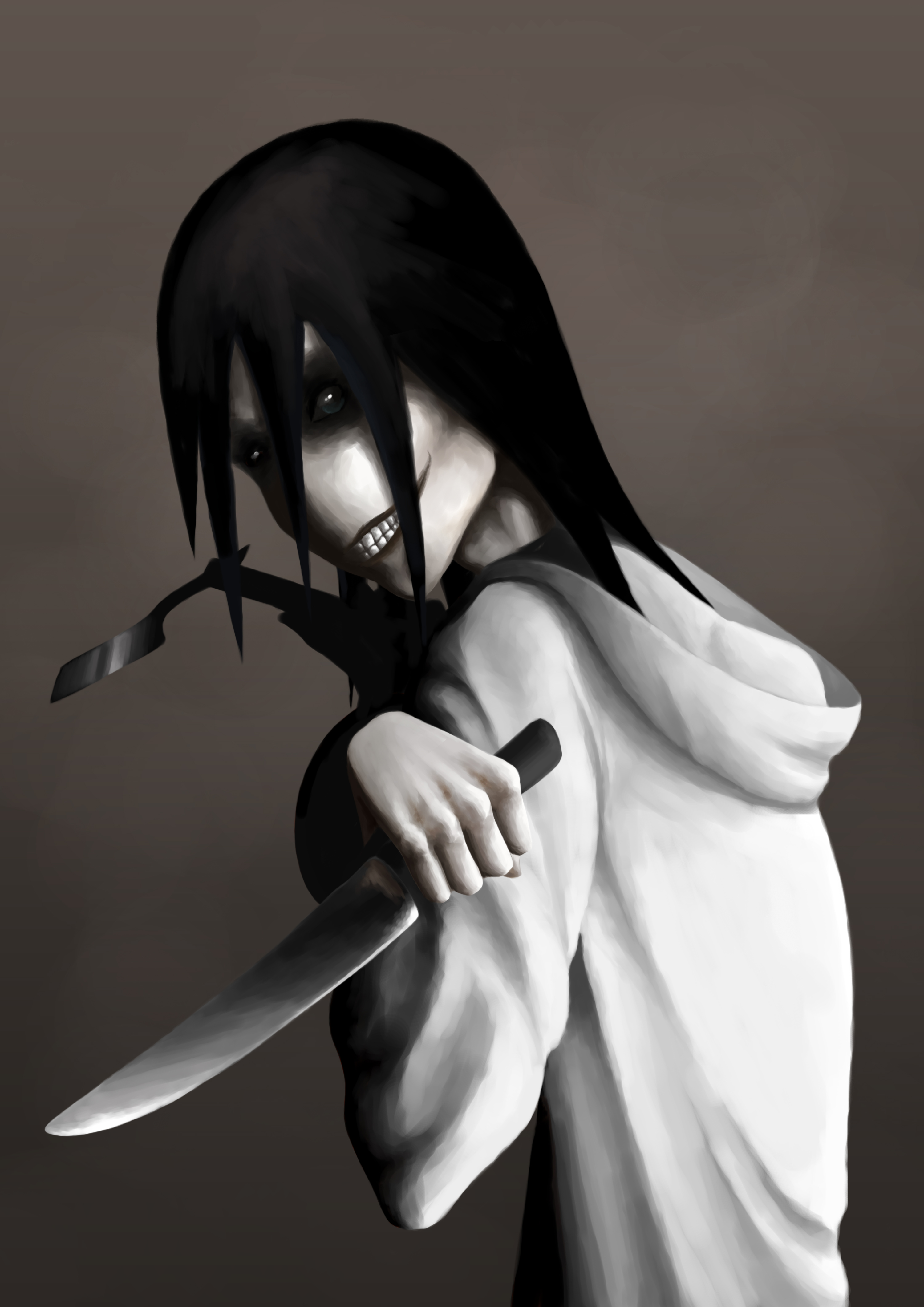
傑夫殺手

傑夫殺手（英語：Jeff The Killer），是一個源於美國虛構的网络都市傳说Creepypasta角色，之後被製成不同的同人遊戲和影片。

## 角色形象
傑夫其最廣為人知的形象來自2012年版的故事，故事中描述傑夫的特點為嘴角瘋狂的微笑及蒼白的皮膚。
傑夫成為傑夫殺手的原因是因为被欺負他的小孩放火燒傷乃淋上漂白水，以至他的臉蒼白，鼻子也沒有了，這也使得傑夫精神錯亂，最後他劃開自己的嘴巴，用菜刀刺死自己的父母和弟弟(Liu)。
傑夫在白天會躲在衣櫃裡，一到夜晚時便從衣櫃走出來，命令未睡的人「Go To Sleep!」（去睡覺！），若不聽從傑夫的命令，他便會拿刀出來砍你。（雖然你睡著仍有機率被砍）

## 相關媒體
其他故事
關於傑夫殺手的故事其實有很多版，而最廣為人知的版本為2012年版，其次為2017年、2008年原版等。
而因為傑夫殺手的知名度，許多和他有關的角度創作也漸漸出现，如殺手珍(Jane the killer)、殺手妮娜(Nina the killer)被多人評為Creepypasta中的馬麗苏角色)、嗜血的(？)刘(Homicidal Liu)等等的角色。

### 遊戲
有網民製作了傑夫殺手的同人遊戲，而玩法很似於森林暗鬼，主要在晚上不斷於四處探險，但要做的事情是避開突然在隨處出現的傑夫，避不開的話便遊戲結束。

### 電影
虽然网络曾流传将被改编成电影的消息，但最终因未能获得原作者授权，加上募资金额未达目标，导致整个计划被迫取消。

## 角色傳說
傑夫殺手中的傑夫是源於一位叫凱蒂·羅賓森（英語：Katy Robinson）的女子。事情發生在2008年的秋天，凱蒂羅賓森在一個名為4chan的討論區上发佈了一張自己在衣櫥裡拍攝的粗糙照片，並表明自己想成為一位模特兒，但卻遭受網友欺凌，更有網友說：「怎麼會長得這麼肥？」
沒多久，凱蒂羅賓森的姊姊透露凱蒂羅賓森受不了言論所帶來的刺激，結果在发佈照片後隔一晚就自殺了。消息傳出後，民眾大罵4chan網友的欺凌行為，網友因而不滿，便把凱蒂羅賓森的照片使用Photoshop去改圖編輯，正正就是傑夫之樣子。沒多久，有人使用了傑夫的肖像圖來製作遊戲、影片，是為傑夫殺手。
然而此說法是假的，這張照片於2004年左右出現在互聯網上的一個基督教模仿網站 (TrueChristian.com) 的仇恨電子郵件中。截至2023年10月，照片中的女孩至今难以确认。